# コギ州

コギ州
Kogi州の愛称: 合流州

コギ州 (コギしゅう、英語：Kogi State) は、ナイジェリア中南部の州である。1991年に旧クワラ州の東部と旧ベヌエ州の西部から分割され設置された。コギ州は内陸であるため、海には面してはいないが、ニジェール川とベヌエ川の合流地点にあたり、漁業もさかん。また非常に地下資源に恵まれ、鉄、石油、錫を産出する。コロンビア共和国タイロナのコギ族とは無関係。